# Хуннун-ван
Хуннун-ван (кит. трад. 弘農王, буквально: «Хуннунский князь»), также иногда называемый Шао-ди (кит. трад. 少帝, буквально: «Малолетний император»), личное имя Лю Бянь (кит. трад. 劉辯, 176 — 6 марта 190) — двенадцатый император китайской империи Восточная Хань.
Лю Бянь был сыном императора Лин-ди и наложницы Хэ. «Хоу Ханьшу» пишет, что он умер в 17-летнем возрасте, откуда следует, что он родился в 173 году, однако большинство других источников указывает в качестве года его рождения 176. Согласно традиционной историографии, до него у императора были и другие сыновья, но они умирали молодыми, поэтому, в соответствии с предрассудками того времени, Лю Бянь был отдан на воспитание приёмным родителям и получил иной титул, чтобы обмануть злых духов. Он никогда официально не объявлялся наследником престола.
Когда в 189 году скончался император Лин-ди, имевший большую власть евнух Цзянь Шо решил убить Хэ Цзиня — брата вдовствующей наложницы Хэ, имевшего большую власть — и устроил засаду, но Хэ Цзинь узнал о заговоре, и превентивно провозгласил Лю Бяня императором, что делало его как дядю императора влиятельной фигурой при дворе.
Летом 189 года Хэ Цзинь вместе с Юань Шао и Юань Шу организовал заговор против Цзянь Шо. Цзянь Шо был арестован и казнён, а находившиеся в его распоряжение силы перешли под контроль Хэ Цзиня. Затем Хэ Цзинь вступил в конфликт с матерью покойного Лин-ди — Великой вдовствующей императрицей Дун — и добился изгнания её из столицы, вскоре после чего она умерла. Эти действия сделали Хэ Цзиня непопулярным в народе.
Осенью 189 года Юань Шао предложил Хэ Цзиню вырезать дворцовых евнухов, однако этому воспротивилось вдовствующая императрица — ведь при отсутствии евнухов ей пришлось бы регулярно контактировать с обычными мужчинами, что противоречило тогдашним нормам морали. Однако Хэ Цзинь не отступился от мысли разделаться с влиятельными дворцовыми евнухами, и вместе с Юань Шао подговорил генералов, командующих армиями на местах, поднять восстания и потребовать уничтожения евнухов. Одним из этих генералов был Дун Чжо.
Когда Дун Чжо с войсками приблизился к столице, то вдовствующая императрица Хэ вынудила влиятельных евнухов покинуть дворец и вернуться в свои удельные владения, однако позднее Чжан Жан уговорил императрицу вернуть их ко двору. Евнухи выяснили, что Хэ Цзинь планировал избавиться от них, и убили его. Союзники Хэ Цзиня, возглавляемые Юань Шао, окружили дворец, и тогда евнухи, взяв заложниками вдовствующую императрицу Хэ, молодого императора и его младшего брата Лю Се, бежали. Тем временем Юань Шао устроил резню оставшихся евнухов.
Через два дня сбежавшие из дворца евнухи, преследуемые по пятам, отпустили заложников и покончили жизнь самоубийством, утопившись в Хуанхэ. Когда преследовавшие евнухов Лу Чжи и Минь Гун возвращались с императором и его родственниками во дворец, они были перехвачены войсками Дун Чжо. Император выглядел нервным и испуганным, в то время как его младший брат оставался спокойным и собранным, и приказал Дун Чжо отвести их обратно во дворец. Дун Чжо воспользовался возможностью для захвата власти и ввёл в столицу свою армию. Юань Шао и Цао Цао видя, что не могут противостоять опытным войскам, бежали из столицы. После этого Дун Чжо сместил императора, понизив его в титуле до Хуннунского князя, и возвёл на трон его младшего брата Лю Се. Мать императора — вдовствующая императрица Хэ — вскоре была отравлена по приказу Дун Чжо.
Поначалу Дун Чжо собирался оставить смещённого императора в покое, однако в начале 190 года против него восстала коалиция из провинциальных властителей и беглецов из столицы. Опасаясь в такой ситуации оставлять Лю Бяня в живых, Дун Чжо отправил своего подчинённого Ли Жу, чтобы тот вынудил Лю Бяня принять яд. Лю Бянь был похоронен в могиле, изначально предназначавшейся для покойного евнуха Чжао Чжуна, и получил посмертное имя «князь Хуай».